# بيدرو مينديز (لاعب كرة قدم)
بيدرو مينديز (16 أبريل 1990 في البرتغال - ) هو لاعب كرة قدم برتغالي في مركز جناح ‏. لعب مع نادي تونديلا ونادي فارزيم ودوكسا كاتوكوبياس ‏ ونادي غوندومار وF.C. Felgueiras ‏ وPSFC Chernomorets Burgas ‏ وF.C. Lixa ‏.

## وصلات خارجية
- بيدرو مينديز (لاعب كرة قدم) على موقع قاعدة بيانات كرة القدم.إي يو (الإنجليزية)
- بيدرو مينديز (لاعب كرة قدم) على موقع Soccerway.com (الإنجليزية)